# Eric Pockley
Dr. Eric Osbaldiston Pockley, né à Killara (en) en banlieue de Sydney le 18 mai 1876 et mort le 11 novembre 1956 à Avalon (Nouvelle-Galles du Sud), est un joueur australien de tennis des années 1910.
Il a participé au tournoi de Wimbledon en 1910 et 1911, atteignant la seconde année le 3e tour.
Il reste connu pour avoir disputé la finale des Championnats d'Australasie en 1919 contre le Britannique Algernon Kingscote, tournoi qu'il n'avait plus joué depuis 1908.

## Palmarès (partiel)

### Finale en simple messieurs
| No | Date       | Nom et lieu du tournoi             | Catégorie | Surface      | Vainqueur          | Score         |  |
| -- | ---------- | ---------------------------------- | --------- | ------------ | ------------------ | ------------- |  |
| 1  | 19-01-1919 | Australasian Championships, Sydney | G. Chelem | Gazon (ext.) | Algernon Kingscote | 6-4, 6-0, 6-3 |  |